# Deutsche Gesellschaft Zwangserkrankungen
Die Deutsche Gesellschaft Zwangserkrankungen (DGZ) ist ein 1995 gegründeter gemeinnütziger Verein, dessen Hauptziele es sind, über die Zwangsstörung aufzuklären, Betroffene zu beraten und Experten auf dem Gebiet der Forschung und Behandlung die Möglichkeit eines Erfahrungsaustausches zu bieten.

## Selbstverständnis
Die DGZ sieht sich als Organisation Betroffener sowie medizinischer wie psychologischer Experten für das Gebiet der Zwangsstörungen in Deutschland und hat seinen Sitz in Hamburg. Im vierköpfigen Vorstand und zwölfköpfigen wissenschaftlichen Beirat des Vereins sind entsprechend ebenfalls Psychologen und Mediziner vertreten.
Für die Behandlung von Zwangserkrankungen wurden vom wissenschaftlichen Beirat der DGZ Empfehlungen zu derzeit relevanten Strategien unter der Leitung von Hans Reinecker erarbeitet, die eine Vorstufe von Leitlinien in Kooperation mit der  Deutschen Gesellschaft für Psychiatrie und Psychotherapie, Psychosomatik und Nervenheilkunde und der Fachgruppe Klinische Psychologie der Deutschen Gesellschaft für Psychologie bilden und das Vorfeld der Erkrankungen, Hinweise für Psychotherapie und medikamentöse Psychotherapie sowie die Standard-Literatur beinhalten. Die DGZ nahm mit Stimmrecht auch an der Konsensuskonferenz zur Erarbeitung von S3-Leitlinien für die Behandlung von Zwangsstörungen teil.
Ein Schwerpunkt der Arbeit der DGZ ist die Information über die wissenschaftliche Forschung bezüglich der Entstehung, Aufrechterhaltung und Behandlung von Zwangserkrankungen für Experten und Betroffene. Dazu dienen auch die Jahrestagungen bzw. Jahrestreffen der DGZ. Weiterhin unterhält die DGZ ein Diskussionsforum für Mitglieder und Betroffene.
Die DGZ bringt einmal im Quartal eine Fachzeitschrift, die Z-Aktuell, heraus. In Form einer Pressemappe steht eine populärwissenschaftliche Information über Zwangsstörungen und ihre Behandlung zur Verfügung.
Ehrenvorsitzender und einer der Gründer der DGZ ist Iver Hand.
Die DGZ ist Mitglied im Aktionsbündnis Seelische Gesundheit.

## Aufgaben laut Satzung
Die DGZ hat laut Satzung folgende konkreten Aufgaben:
- Telefonische Hinweise auf Therapeuten in der Region, die auf die Behandlung von Zwangsstörungen spezialisiert sind,[8]
- Vermittlung zu Selbsthilfegruppen in Ihrer Nähe
- Hilfestellung beim Aufbau von Selbsthilfegruppen
- Telefonische Beratung[12]
- Jährliches Bundestreffen für Selbsthilfegruppen[12]
- Informationsveranstaltungen zu Zwangsstörungen
- Jahreskongress (Austausch für Experten und Betroffene)[12]
- Unterstützung von Forschungsprojekten über Zwangserkrankungen durch Vermittlung von Probanden[12]
- Öffentlichkeitsarbeit[12]
- Fortbildungsangebote für Therapeuten (Z-Expert)

## Wissenschaftlicher Beirat
Es besteht ein wissenschaftlicher Beirat  mit Experten zu Zwangsstörungen in Deutschland.

## Medienpreis
Die DGZ verleiht Preise an Künstler und Medienschaffende, die sich in herausragender Weise mit dem Thema Zwangsstörungen beschäftigt haben.
- 2015: Oliver Sechting und Max Taubert für den Dokumentarfilm Wie ich lernte, die Zahlen zu lieben.